# Alioune Ndoye
Alioune Ndoye est le maire de la commune de Dakar-Plateau au Sénégal .

## Biographie
Alioune est financier de formation.
Elu en 2009, il est le troisième maire de Dakar Plateau , il est reconduit en 2014 par la liste Takhawu Dakar dirigée par Khalifa Ababacar Sall . 
Lors des élections locales du 23 janvier 2022, Alioune est réelu maire de Dakar-Plateau avec un total de vote de 8032 voix . Installé  avec une nouvelle équipe par le Sous-Préfet de la commune le 10 février 2022, Alioune Ndoye dit vouloir continuer son plan d'action pour le bien de la population du Plateau .